# 阿克察里鄉
46°29′0″N 24°38′0″E / 46.48333°N 24.63333°E
阿克察里鄉（羅馬尼亞語：Comuna Acățari, Mureș），是羅馬尼亞的鄉份，位於該國中部，由穆列什縣負責管轄，面積74平方公里，海拔高度322米，2007年人口4,883，人口密度每平方公里66人。